# Хижі пташки
Хижі пташки (англ. Birds of Prey) — вигадана організація, супергеройська команда з коміксів американського видавництва DC Comics. До складу команди входять жінки, які боряться зі злочинністю в Ґотемі. Першими членкинями Хижих пташок були Бетґьорл, Чорна канарка та Мисливиця. Ідея коміксів про таку команду з'явилася в Джордана Б. Ґорфінкеля, а сценаристом став Чак Діксон.
Хижі птахи з'являлися в різних медіа поза коміксами, в тому числі у фільмі 2020 року «Хижі пташки (та фантастична Харлі Квін)», де з'явилися членкині команди (Чорна канарка, Мисливиця, Гарлі Квінн, Кассандра Кейн.

## Учасниці

### Головні учасниці
- Оракул/Бетґьорл (Барбара Ґордон)
- Чорна канарка (Діна Лаурель Ленс)
- Мисливиця (Гелена Бертінеллі)
- Леді Темнояструб (Зінда Блейк)

### Повторювані учасниці
- Велика Барда (Барда Фрі)
- Чорна Аліса (Лорі Зеклін)
- Синій жук (Тед Корд)
- Жінка-кішка (Селіна Кайл)
- Кассандра Кейн
- Чешир
- Кондор (Бенджамін Реєс)
- Креот
- Голуб (Дон Ґренґер)
- Циганка (Сінді Рейнольдс)
- Яструб (Генк Голл)
- Яструбиня (Кендра Сондерс)
- Крига (Тора Олафсдоттер)
- Нефритова канарка (Сандра Ву-Сан)
- Джюдоїстка (Соня Сато)
- Катана (Тацу Ямашіро)
- Мисливиця за головами (Кейт Спенсер)
- Місфіт (Шарлотта Ґейдж-Редкліфф)
- Найтвінґ (Дік Ґрейсон)
- Отруйна Єва/Отруйний плющ (Докторка Памела Іслі)
- Паверґьорл (Карен Старр/Кара Зор-Ел)
- Учений (Браян Дюрлін)
- Таємнича шістка
- Стрікс (Мері Тернер)
- Нищителька шпигунів (Катаріна Армстронґ)
- Зоря (Ев Крофорд)
- Лисиця (Мері Джив МакКейб)
- Дикий кіт (Тед Ґрант)
- Ревниця (Занна з Хери)

## Колекційні видання
Серію було зібрано у низці книжок у м'якій обкладинці, виданих видавництвом DC Comics:
- Birds of Prey (2002, ISBN 978-1563894848)
- Birds of Prey: Old Friends, New Enemies (2003, ISBN 978-1563899393)
- Nightwing: The Hunt for Oracle (2003, ISBN 978-1563899409)
- Batman: New Gotham, Vol. 2: Officer Down (2001, ISBN 978-1563897870)
- Batman: Bruce Wayne – Murderer? (2002, ISBN 978-1563899133)
- Batman: Bruce Wayne – Fugitive, Vol. 1 (2002, ISBN 978-1563899331)
- Birds of Prey: Of Like Minds (2004, ISBN 978-1401201920)
- Birds of Prey: Sensei and Student (2005, ISBN 978-1401204341)
- Birds of Prey: Between Dark and Dawn (2006, ISBN 978-1401209407)
- Birds of Prey: The Battle Within (2006, ISBN 978-1401210960)
- Birds of Prey: Perfect Pitch (2007, ISBN 978-1401211912)
- Birds of Prey: Blood and Circuits (2007, ISBN 978-1401213718)
- Birds of Prey: Dead of Winter (2008, ISBN 978-1401216412)
- Birds of Prey: Club Kids (2009, ISBN 978-1401221751)
- Birds of Prey: Metropolis or Dust (2009, ISBN 978-1401219628)
- Birds of Prey: Platinum Flats (2009, ISBN 978-1401222932)
- Oracle: The Cure (2010, ISBN 978-1401226039)
- Birds of Prey: End Run (2011, ISBN 978-1401231316)
- Birds of Prey: The Death of Oracle (2011, ISBN 978-1401232757)
- DC Comics: The Sequential Art of Amanda Conner (2012, ISBN 978-1401237400)
- Birds of Prey Vol. 1 (2015, ISBN 978-1401258160)
- Birds of Prey Vol. 2 (2016, ISBN 978-1401260958)
- Nightwing Vol. 5 (2016, ISBN 978-1401264543)
- Birds of Prey Vol. 3 (2017, ISBN 978-1401264543)
- Batman: Bruce Wayne – Murderer? (2014, ISBN 978-1401246839)
- Batman: Bruce Wayne – Fugitive (2014, ISBN 978-1401246822)
- Birds of Prey: Murder and Mystery (2020, ISBN 978-1401295844)
- Birds of Prey: Hero Hunters (2021, ISBN 978-1779503046)
- Birds of Prey: Fighters by Trade (2021, ISBN 978-1779508027)
- Birds of Prey: Progeny (2024, ISBN 978-1779525765)
- Birds of Prey: Whitewater (2022, ISBN 978-1779515766)
- Birds of Prey: The End of the Beginning (2023, ISBN 978-1779521521)

### The New 52
- Birds of Prey Vol. 1: Trouble in Mind (2012, ISBN 978-1401236991)
- Birds of Prey Vol. 2: Your Kiss Might Kill (2013, ISBN 978-1401238131)
- Birds of Prey Vol. 3: A Clash of Daggers (2013, ISBN 978-1401244040)
- Birds of Prey Vol. 4: The Cruelest Cut (2014, ISBN 978-1401246358)
- Birds of Prey Vol. 5: Soul Crisis (2015, ISBN 978-1401250836)

### DC Rebirth
- Batgirl and the Birds of Prey Vol. 1: Who Is Oracle? (2017)
- Batgirl and the Birds of Prey Vol. 2: Source Code (2017)
- Batgirl and the Birds of Prey Vol. 3: Full Circle (2018)

## Поза коміксами

### Телебачення
- Хижі пташки з'явилися в телесеріалі «Хижі пташки», де постали такі персонажки, як: Мисливицею (Ешлі Скотт), Барбарою Ґордон (Діна Меєр) і Діною Редмонд (Рейчел Скарстен). У майбутньому версії цих персонажів повернулися в кросовері «Криза на Нескінченних Землях»[2].
- Хижі пташки з'явилися в епізоді «Подвійне побачення» анімаційного телесеріалу «Ліга справедливості: Без меж». Серед їхньої команди були: Барбара Ґордон, Мисливиця та Чорна канарка[3].
- Хижі пташки, у складі з Мисливиці, Чорної канарки та Жінки-кішки, з'явилися в одному з епізодів анімаційного телесеріалу «Бетмен: Відважний і сміливий»[4].

### Кіно
- Хижі птахи з'явилися у фільмі «Хижі пташки (та фантастична Харлі Квін)»[5][6][7], який вийшов у 2020 році та був знятий режисеркою Кеті Янь. Серед персонажів, які відіграють головну роль у кіноісторії: Чорна канарка (Джерні Смоллетт), Мисливиця (Мері Елізабет Вінстід), Рене Монтоя (Розі Перец), Гарлі Квінн (Марґо Роббі) та Кассандра Кейн (Елла Джей Баско)[8][9][10][11].